# Usas Escarpment
Das Usas Escarpment ist eine ausgedehnte, diskontinuierlich nach Norden ausgerichtete Geländestufe im westantarktischen Marie-Byrd-Land. Sie ist rund 320 km lang und erstreckt sich in etwa parallel des 76. südlichen Breitengrads, von wo ihre Schneedecke in Richtung der Ruppert- und der Hobbs-Küste abfällt. Zur Geländestufe gehören die nördlichen Hänge der Flood Range, der Ames Range, der McCuddin Mountains und im Osten die Gipfel des Mount Galla, des Mount Aldaz und des Benes Peak.
Die Geländestufe wurde von Mitgliedern des United States Antarctic Service (USAS), nach deren Akronym sie schließlich benannt wurde, zwischen 1939 und 1941 entdeckt. Die ursprüngliche Benennung als 76th Parallel Escarpment in Anlehnung an die geographische Lage setzte sich nicht durch.